# Pierre Aristouy (rugby à XV)
Pour les articles homonymes, voir Pierre Aristouy et Aristouy.

a Compétitions nationales et continentales officielles uniquement.

b Matchs officiels uniquement.
Pierre Aristouy, né le 18 octobre 1920 à Arette et décédé le 17 mai 1974 à Toulouse, est un joueur français de rugby à XV, qui a joué avec l'équipe de France et la Section paloise au poste de deuxième ligne ou de pilier. 
Une place Pierre-Aristouy a été inaugurée à Arette en 2021. 

## Biographie
Pierre Aristouy est l'aîné d'une fratrie de 4 enfants. 

### Carrière en club
Formé à l’ASPTT de Pau, il évolue une saison au RC Vichy en 1942-1943.
Aristoy rejoint ensuite la Section paloise en 1944. Avec les sectionnistes, il remporte le Championnat de France en 1946.  

### Carrière internationale
Aristouy compte 6 sélections en  Équipe de France de rugby à XV dispute son premier test match le 24 janvier 1948 contre l'équipe d'Écosse et le dernier contre l'équipe du Pays de Galles le 25 mars 1950. Il effectue une tournée en Argentine en 1949. 
Pierre Aristouy exerçait le métier de contrôleur divisionnaire aux PTT. 
Aristouy meurt le 20 avril 1974 à l'hôpital Purpan de Toulouse, des suites d'un accident de voiture sur la commune de Herrère, près d’Oloron-Sainte-Marie, alors qu'il voyageait avec sa mère,.

## Palmarès
- Championnat de France de première division :
  - Champion (1) : 1946
- Coupe de France :
  - Finaliste (1) : 1946

## Statistiques en équipe nationale
- Sélections en équipe nationale : 6
- Sélections par année : 1 en 1948, 1 en 1949, 4 en 1950
- Tournois des Cinq Nations disputés : 1948, 1950